# Rudolf Klemensiewicz
Rudolf Klemensiewicz (ur. 12 listopada 1848 w Grazu, zm. 21 stycznia 1922 tamże) – austriacki lekarz, patolog. Członek korespondent Wiedeńskiej Akademii Nauk, profesor patologii ogólnej i doświadczalnej na Uniwersytecie w Grazu. 
Studiował medycynę na Uniwersytecie w Grazu i na Uniwersytecie Wiedeńskim. Tytuł doktora medycyny otrzymał w Wiedniu w 1871 roku. Zmarł 21 stycznia 1922 roku.

## Wybrane prace
- Experimentelle Beiträge zur Kenntniss des normalen und pathologischen Blutstromes (1886)
- Über Entzündung und Eiterung: Histologische Untersuchungen an der Amphibienhornhaut. G. Fischer, 1893
- Glax J, Klemensiewicz R. Beiträge zur Lehre von der Entzündung (1881)
- Zur Lehre vom Oedem[4]. (1918)